# Сан-Матеу-да-Бажас
Сан-Мате́у-да-Ба́жас (кат. Sant Mateu de Bages) - муніципалітет, розташований в Автономній області Каталонія, в Іспанії. Код муніципалітету за номенклатурою Інституту статистики Каталонії - 82299. Знаходиться у районі (кумарці) Бажас (коди району - 07 та BG) провінції Барселона, згідно з новою адміністративною реформою перебуватиме у складі Баґарії (округи) Центральна Каталонія. 

## Населення
Населення міста (у 2007 р.) становить 669 осіб (з них менше 14 років - 9,4%, від 15 до 64 - 59,8%, понад 65 років - 30,8%). У 2006 р. народжуваність склала 4 особи, смертність - 9 осіб, зареєстровано 1 шлюб. У 2001 р. активне населення становило 284 особи, з них безробітних - 21 особа.

Серед осіб, які проживали на території міста у 2001 р., 662 народилися в Каталонії (з них 554 особи у тому самому районі, або кумарці), 25 осіб приїхало з інших областей Іспанії, а 3 особи приїхали з-за кордону. 

Університетську освіту має 8,6% усього населення. 

У 2001 р. нараховувалося 231 домогосподарство (з них 16,9% складалися з однієї особи, 29,4% з двох осіб,22,1% з 3 осіб, 15,6% з 4 осіб, 5,6% з 5 осіб, 7,4% з 6 осіб, 2,2% з 7 осіб, 0,9% з 8 осіб і 0% з 9 і більше осіб).

Активне населення міста у 2001 р. працювало у таких сферах діяльності : у сільському господарстві - 23,2%, у промисловості - 22,4%, на будівництві - 10,6% і у сфері обслуговування - 43,7%. 

 У муніципалітеті або у власному районі (кумарці) працює 123 особи, поза районом - 165 осіб.

### Безробіття
У 2007 р. нараховувалося 11 безробітних (у 2006 р. - 13 безробітних), з них чоловіки становили 18,2%, а жінки - 81,8%.

## Економіка

### Підприємства міста

#### Промислові підприємства
| \| Промислові підприємства міста, за сферою діяльності \| Промислові підприємства міста, за сферою діяльності \| Промислові підприємства міста, за сферою діяльності \| \| Рік \| 2002 р. \| 2001 р. \| \| --------------------------------------------------- \| --------------------------------------------------- \| --------------------------------------------------- \| \| Енергетичні та водні ресурси \| 30,8% \| 37,5% \| \| Хімія та метали \| 0% \| 0% \| \| Переробка металів \| 30,8% \| 25% \| \| Продукти харчування \| 15,4% \| 12,5% \| \| Текстиль \| 7,7% \| 0% \| \| Виробництво меблів, видання \| 7,7% \| 12,5% \| \| Інше \| 7,7% \| 12,5% \| \| Усього підприємств \| 13 \| 8 \| |         |         |
| Промислові підприємства міста, за сферою діяльності |         |         |
| Рік | 2002 р. | 2001 р. |
| Енергетичні та водні ресурси | 30,8%   | 37,5%   |
| Хімія та метали | 0%      | 0%      |
| Переробка металів | 30,8%   | 25%     |
| Продукти харчування | 15,4%   | 12,5%   |
| Текстиль | 7,7%    | 0%      |
| Виробництво меблів, видання | 7,7%    | 12,5%   |
| Інше | 7,7%    | 12,5%   |
| Усього підприємств | 13      | 8       |

#### Роздрібна торгівля
| \| Підприємства роздрібної торгівлі міста, за сферою діяльності \| Підприємства роздрібної торгівлі міста, за сферою діяльності \| Підприємства роздрібної торгівлі міста, за сферою діяльності \| \| Рік \| 2002 р. \| 2001 р. \| \| ------------------------------------------------------------ \| ------------------------------------------------------------ \| ------------------------------------------------------------ \| \| Продукти харчування \| 75% \| 60% \| \| Одяг та взуття \| 0% \| 0% \| \| Товари для дому \| 0% \| 0% \| \| Книги та періодичні видання \| 0% \| 0% \| \| Промислова хімічна продукція \| 12,5% \| 20% \| \| Продукція, пов'язана з транспортними засобами \| 0% \| 0% \| \| Інше \| 12,5% \| 20% \| \| Усього підприємств \| 8 \| 5 \| |         |         |
| Підприємства роздрібної торгівлі міста, за сферою діяльності |         |         |
| Рік | 2002 р. | 2001 р. |
| Продукти харчування | 75%     | 60%     |
| Одяг та взуття | 0%      | 0%      |
| Товари для дому | 0%      | 0%      |
| Книги та періодичні видання | 0%      | 0%      |
| Промислова хімічна продукція | 12,5%   | 20%     |
| Продукція, пов'язана з транспортними засобами | 0%      | 0%      |
| Інше | 12,5%   | 20%     |
| Усього підприємств | 8       | 5       |

#### Сфера послуг
| \| Підприємства міста, що працюють у сфері послуг, за діяльністю \| Підприємства міста, що працюють у сфері послуг, за діяльністю \| Підприємства міста, що працюють у сфері послуг, за діяльністю \| \| Рік \| 2002 р. \| 2001 р. \| \| ------------------------------------------------------------- \| ------------------------------------------------------------- \| ------------------------------------------------------------- \| \| Гуртова торгівля \| 7,7% \| 8,3% \| \| Готелі та готельний бізнес \| 30,8% \| 33,3% \| \| Транспорт та зв'язок \| 15,4% \| 12,5% \| \| Посередницькі фінансові послуги \| 0% \| 0% \| \| Послуги підприємствам \| 7,7% \| 4,2% \| \| Послуги фізичним особам \| 34,6% \| 37,5% \| \| Нерухомість та ін. \| 3,8% \| 4,2% \| \| Усього підприємств \| 26 \| 24 \| |         |         |
| Підприємства міста, що працюють у сфері послуг, за діяльністю |         |         |
| Рік | 2002 р. | 2001 р. |
| Гуртова торгівля | 7,7%    | 8,3%    |
| Готелі та готельний бізнес | 30,8%   | 33,3%   |
| Транспорт та зв'язок | 15,4%   | 12,5%   |
| Посередницькі фінансові послуги | 0%      | 0%      |
| Послуги підприємствам | 7,7%    | 4,2%    |
| Послуги фізичним особам | 34,6%   | 37,5%   |
| Нерухомість та ін. | 3,8%    | 4,2%    |
| Усього підприємств | 26      | 24      |

## Житловий фонд
У 2001 р. 3% усіх родин (домогосподарств) мали житло метражем до 59 м2, 47,6% - від 60 до 89 м2, 15,2% - від 90 до 119 м2 і
34,2% - понад 120 м2.

З усіх будівель у 2001 р. 57,5% було одноповерховими, 30,7% - двоповерховими, 8
% - триповерховими, 3,3% - чотириповерховими, 0% - п'ятиповерховими, 0% - шестиповерховими,
0% - семиповерховими, 0,5% - з вісьмома та більше поверхами.

## Автопарк
| \| Автомобілі, зареєстровані у місті, за призначенням \| Автомобілі, зареєстровані у місті, за призначенням \| Автомобілі, зареєстровані у місті, за призначенням \| \| Рік \| 2006 р. \| 2005 р. \| \| -------------------------------------------------- \| -------------------------------------------------- \| -------------------------------------------------- \| \| Приватні автомобілі \| 53,8% \| 56,6% \| \| Мотоцикли \| 8,1% \| 7,9% \| \| Вантажівки \| 28,4% \| 27,5% \| \| Трактори \| 1,9% \| 1,6% \| \| Автобуси та ін. \| 7,9% \| 6,3% \| \| Усього автомобілів \| 532 шт. \| 505 шт. \| |         |         |
| Автомобілі, зареєстровані у місті, за призначенням |         |         |
| Рік | 2006 р. | 2005 р. |
| Приватні автомобілі | 53,8%   | 56,6%   |
| Мотоцикли | 8,1%    | 7,9%    |
| Вантажівки | 28,4%   | 27,5%   |
| Трактори | 1,9%    | 1,6%    |
| Автобуси та ін. | 7,9%    | 6,3%    |
| Усього автомобілів | 532 шт. | 505 шт. |

## Вживання каталанської мови
У 2001 р. каталанську мову у місті розуміли 100% усього населення (у 1996 р. - 100%), вміли говорити нею 97,5% (у 1996 р. - 
97,6%), вміли читати 94,9% (у 1996 р. - 94,5%), вміли писати 65,8
% (у 1996 р. - 51,9%). Не розуміли каталанської мови 0%.

## Політичні уподобання
У виборах до Парламенту Каталонії у 2006 р. взяло участь 406 осіб (у 2003 р. - 467 осіб). Голоси за політичні сили розподілилися таким чином:
| \| Вибори до Парламенту Каталонії \| Вибори до Парламенту Каталонії \| Вибори до Парламенту Каталонії \| \| Рік \| 2006 р. \| 2003 р. \| \| -------------------------------------- \| ------------------------------ \| ------------------------------ \| \| Конвергенція та Єднання (CiU) \| 59,9% \| 55% \| \| Соціалістична партія Каталонії (PSC) \| 5,9% \| 6,4% \| \| Народна партія (PP) \| 5,4% \| 5,6% \| \| Ініціатива за зелену Каталонію (IC) \| 5,9% \| 2,8% \| \| Республіканська лівиця Каталонії (ERC) \| 21,7% \| 30,2% \| \| Громадянська партія (C's) \| 0% \| 0% \| \| Інші \| 1,2% \| 0% \| |         |         |
| Вибори до Парламенту Каталонії |         |         |
| Рік | 2006 р. | 2003 р. |
| Конвергенція та Єднання (CiU) | 59,9%   | 55%     |
| Соціалістична партія Каталонії (PSC) | 5,9%    | 6,4%    |
| Народна партія (PP) | 5,4%    | 5,6%    |
| Ініціатива за зелену Каталонію (IC) | 5,9%    | 2,8%    |
| Республіканська лівиця Каталонії (ERC) | 21,7%   | 30,2%   |
| Громадянська партія (C's) | 0%      | 0%      |
| Інші | 1,2%    | 0%      |

У муніципальних виборах у 2007 р. взяло участь 321 особа (у 2003 р. - 520 осіб). Голоси за політичні сили розподілилися таким чином:
| \| Муніципальні вибори \| Муніципальні вибори \| Муніципальні вибори \| \| Рік \| 2007 р. \| 2003 р. \| \| -------------------------------------- \| ------------------- \| ------------------- \| \| Конвергенція та Єднання (CiU) \| 100% \| 63,5% \| \| Соціалістична партія Каталонії (PSC) \| 0% \| 0% \| \| Народна партія (PP) \| 0% \| 0% \| \| Ініціатива за зелену Каталонію (IC) \| 0% \| 0% \| \| Республіканська лівиця Каталонії (ERC) \| 0% \| 0% \| \| Громадянська партія (C's) \| 0% \| 0% \| \| Інші \| 0% \| 36,5% \| |         |         |
| Муніципальні вибори |         |         |
| Рік | 2007 р. | 2003 р. |
| Конвергенція та Єднання (CiU) | 100%    | 63,5%   |
| Соціалістична партія Каталонії (PSC) | 0%      | 0%      |
| Народна партія (PP) | 0%      | 0%      |
| Ініціатива за зелену Каталонію (IC) | 0%      | 0%      |
| Республіканська лівиця Каталонії (ERC) | 0%      | 0%      |
| Громадянська партія (C's) | 0%      | 0%      |
| Інші | 0%      | 36,5%   |